# Малинова пеперуда
Малинова пеперудка (Callophrys rubi) е дневна пеперуда от семейство Синевки. Широко разпространена е в България. Летежът им се наблюдава от края на април до средата на август.

## Разпространение и местообитание
Видът е разпространен в Северна Африка и умерените зони на Евразия. Среща се в местности с храсталачести поляни, ливади, покрайнини на гори.

## Описание
Размахът на крилете е от 26 до 30 милиметра. Горната повърхност на крилете е кафеникава, а отдору са зелени с бяла ивица или точки по ръба. Гъсениците са зелени с жълти петна по гърба.

## Подвидове
- Callophrys rubi rubi Европа, Кавказ, Копетдаг
- Callophrys rubi fervida Staudinger, 1901 Иберийски полуостров, Мароко, Мала Азия
- Callophrys rubi borealis Krulikovsky, 1890 Урал
- Callophrys rubi sibirica Heyne, [1895] Тяншан, Сибир, Далечен Изток и Сахалин.[2]